# Iwan Fitschew

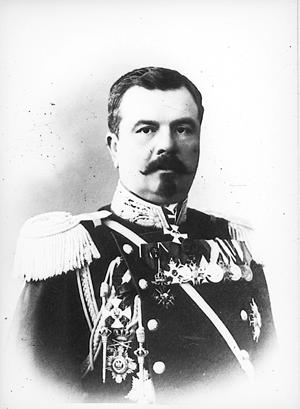
Iwan Fitschew

Iwan Iwanow Fitschew (gebräuchliche Transkription: Ivan Fichev, bulgarisch Иван Иванов Фичев; * 15. April 1860 in Tarnowo; † 18. November 1931 in Sofia) war ein bulgarischer General, Kriegsminister und Generalstabschef der bulgarischen Armee während des Ersten Balkankrieges. Unter seiner Leitung wurden Adrianopel, Lüleburgaz und Kırklareli erobert.

## Leben
Iwan Fitschew wurde am 15. April 1860 in der alten Hauptstadt Bulgariens, Tarnowo geboren. Sein Großvater war der bulgarische Architekt in der Zeit der bulgarischen nationalen Wiedergeburt Kolju Fitscheto. Zunächst besuchte Fitschew eine typische Zellenschule in Tarnowo und danach das elitäre Aprilow-Gymnasium in Gabrowo. Anschließend absolvierte er das Robert College in Konstantinopel (heute Istanbul).
Am Russisch-Türkischen Krieg von 1877 bis 1878 nahm Fitschew als Freiwilliger in der Zweiten Bulgarischen Landwehr teil. Wegen seiner guten Kenntnisse wurde er von den Russen als Dolmetscher des Militärkommandanten von Gabrowo und später als Dolmetscher und Sekretär des russischen Gouverneurs von Tarnowo eingesetzt.
Nach der Befreiung Bulgariens von der türkisch-osmanischen Herrschaft trat Fitschew 1880 als „Junker“ (Kadett) in die Militärschule in Sofia ein, die er 1882 mit dem Dienstgrad Leutnant beendete. Daraufhin wurde er in das 20. Warna-Bataillon einberufen. Am 30. August 1885 wurde er zum Oberleutnant befördert.

## Militärlaufbahn

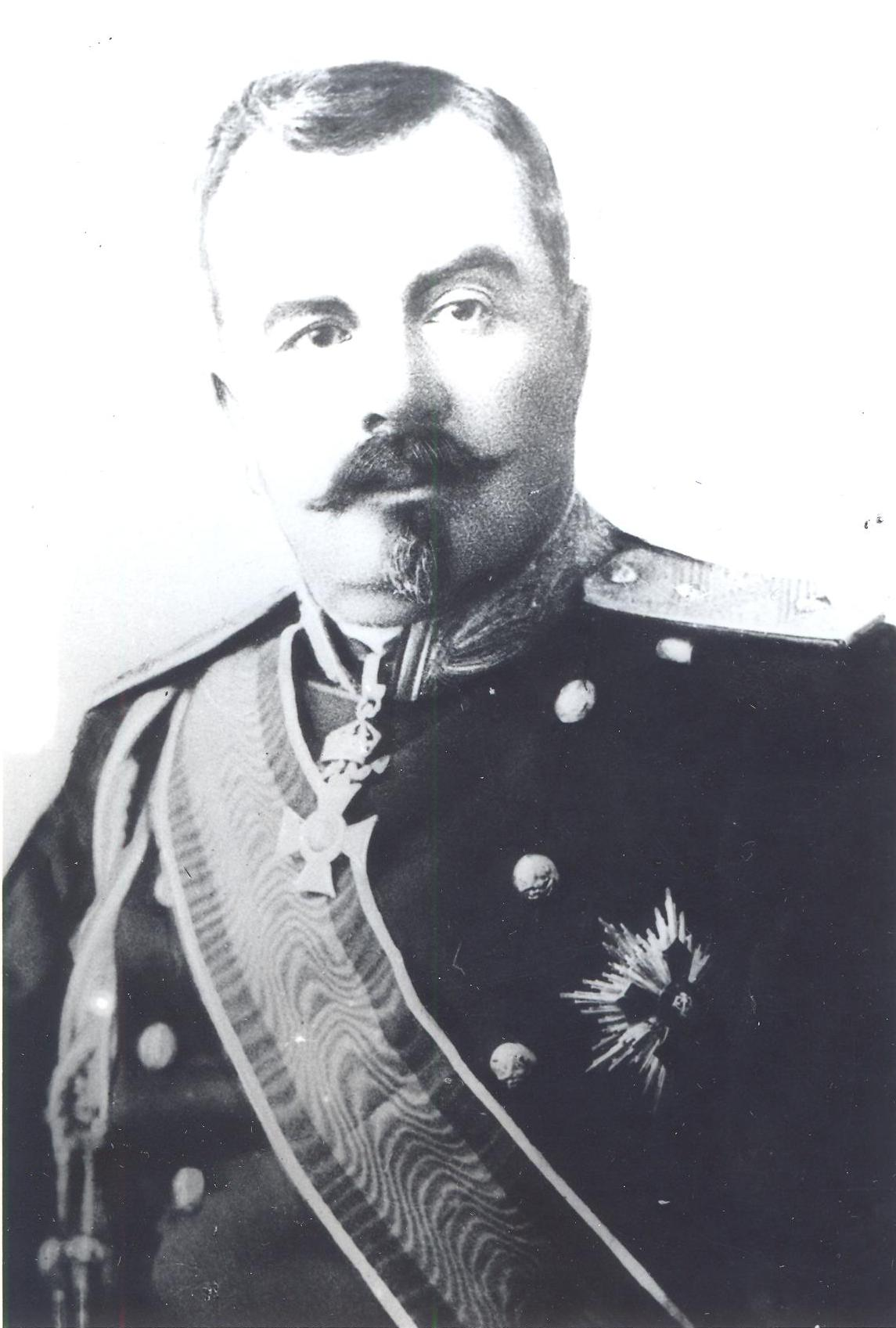
Iwan Fitschew

### Serbisch-Bulgarischer Krieg
Im Serbisch-Bulgarischen Krieg 1885 befehligte Fitschew die Zweite Kompanie des 5. Donau-Infanterie-Regiments und nahm an der erfolgreichen Verteidigung Widins gegen die serbische Armee vom 12. bis 16. November teil.
Am 1. Januar 1887 wurde er zum Hauptmann befördert. 1888 beendete er die Militärakademie in Torino (Reale Accademia di Savoja), Italien. 1892 wurde er zum Major, 1899 zum Oberstleutnant und 1903 zum Oberst befördert. Im Jahre 1900 wurde er Mitglied der Bulgarischen Literarischen Gesellschaft (heute Bulgarische Akademie der Wissenschaften) und im Frühjahr des gleichen Jahres Befehlshaber des 2. Thrakien-Infanterie-Regiments mit Stab in Plowdiw.

### Balkankriege
Schon 1903 beschäftigte sich Fitschew vor dem Hintergrund der „nationalen Vereinigung Bulgariens“ mit Plänen für einen zukünftigen Krieg gegen das Osmanische Reich. Dabei sollten zwei bulgarische Armeen für Makedonien und drei für Thrakien aufgestellt werden. Ein Bulgarisch-Osmanischer Krieg sollte angesichts der territorialen Ansprüche Griechenlands (siehe Megali Idea) und Serbiens (siehe Großserbien) ohne Verbündete geführt werden. Dieser erste Plan war defensiv ausgerichtet und berücksichtigte die möglichen Bewegungen und die Stärke der osmanischen Armee in Adrianopel (heute Edirne) und dem Mariza-Tal. Das  Rhodopengebirge sollte als natürliche Deckung genutzt werden.
1908 wurde Fitschew zum Generalmajor befördert und war von 1910 bis zum Anfang des Zweiten Balkankriegs im Jahr 1913 Chef des Generalstabes der bulgarischen Armee. 1908 entwickelte er einen zweiten, diesmal offensiven Plan für einen Krieg mit dem Osmanischen Reich. Der neue Plan sah das Vordringen der Hauptkräfte, der zweiten und dritten bulgarischen Armee, durch das Tundschatal in Ostthrakien in Richtung Adrianopel und Ägäis vor. Eine Westarmee sollte in Richtung Makedonien vorstoßen und die dortigen osmanischen Kräfte in Kampfhandlungen verwickeln.
Die Umsetzung dieses Plans im Ersten Balkankrieg 1912–1913, der gegen den Willen Fitschews mit Verbündeten durchgeführt wurde, führte zu schnellen Erfolgen (siehe Schlacht von Kirk Kilisse, Schlacht von Lüleburgaz) gegen das Osmanische Reich in Ostthrakien Richtung Konstantinopel. Unter Fitschews Führung wurden Adrianopel, Lüleburgaz und Kırklareli erobert. Die bulgarische Armee drang rasch bis zur Ägäis, zum Marmarameer und zu den Vororten von Konstantinopel vor. Als der bulgarische Angriff auf Konstantinopel bei der Çatalca-Linie misslang, fiel Fitschew beim bulgarischen Zaren in Ungnade, obwohl Fitschew selbst gegen den Angriff gewesen war.
Fitschew nahm zwar an den Verhandlungen und der Unterzeichnung des Londoner Vertrages von 1913, der den Sieg über das Osmanische Reich besiegelte, teil, aber wegen erneuter Unstimmigkeiten mit dem bulgarischen Zaren Ferdinand I. und General Sawow reichte Fitschew am 13. Mai 1913 seinen Rücktritt als Chef des Generalstabs ein. Das Gesuch war zunächst erfolglos, aber als der Zweite Balkankrieg begann, reichte Fitschew aus Protest erneut seinen Rücktritt ein und diesmal wurde das Gesuch angenommen.
Während der Friedensverhandlungen zur Beendigung des Krieges in Bukarest, Rumänien (siehe Friede von Bukarest), leitete Fitschew die bulgarische Delegation. Angesichts der menschlichen und territorialen Verlusten die Bulgarien verkraften musste, sagte er am Tag der Unterzeichnung:

„[…] dieser Tag ist der traurigste für die bulgarische Nation […]“

### Erster Weltkrieg
Nach dem Ende des Zweiten Balkankriegs wurde Fitschew erneut Chef des Generalstabs. Am 14. Januar 1914 wurde er zum Generalleutnant ernannt und am 14. September 1914 zum Kriegsminister des Königreichs Bulgarien. Diese Stellung bekleidete er bis zum 6. August 1915, kurz vor dem Eintritt Bulgariens in den Ersten Weltkrieg. Nach dessen Beendigung und der Wiederaufnahme der diplomatischen Beziehungen zu Rumänien wurde Fitschew bulgarischer Botschafter in Bukarest.

## Orden und Abzeichen
- Verdienstordens „Großkomtur für Tapferkeit“
- St. Alexander-Orden „Großoffizier“
- Verdienstordens „Großkreuz für Militärverdienste“
- Silberorden für „Verdienste in der Wissenschaft und Kunst“
- französische Orden der Ehrenlegion „Commandeur de la Légion d’Honneur“
- italienische Orden der Krone von Italien „Komtur“
- rumänische Orden Stern von Rumänien „Kommandeur“
- persischer Sonnen- und Löwenorden „Großoffizier“

## Bibliographie
Iwan Fitschew ist Autor von mehreren Bücher, hauptsächlich mit militärischer Thematik, darunter:
- Militärisch-geschichtlicher Abriss des Serbisch-Bulgarischen Krieg im 1885 (aus dem bulg. Военноисторически очерк за Българо-сръбската война през 1885 г.), 1888
- Krieg in den Bergen (bulg. Планинска война), 1893
- Taktik (bulg. Тактика) 1894
- Das hohe Kommando während des Balkankrieges 1912, vom Anfang bis Çatalca (aus dem bulg. Висшето командуване през Балканската война 1912 г. от началото на войната до Чаталджа включително), 1927
- Çatalca. Taktische Studien (aus dem bulg. Чаталджа. Тактическа студия), 1930
- Der Balkankrieg 1912–1913. Erlebtes, aufgeschriebenes und Dokumenten (aus dem bulg. Балканската война 1912–1913. Преживелици, бележки и документи), 1940